# Gunnar Jonsson (arkitekt)

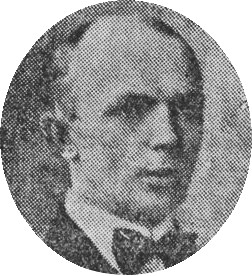
Gunnar Jonsson.

Gunnar Jonsson, född 9 september 1888 i Månstad, död 22 september 1946 i Borås, var en svensk arkitekt.
Han var specialstuderande vid Kungliga tekniska högskolan 1918-1920, men återvände under 1920-talet till hemstaden Borås där han drev egen verksamhet. Där ritade hand bland annat ett bostads- och affärshus på Österlånggatan 21 (1929), EPA-varuhuset mellan Österlånggatan och Allégatan (1932) och Folkets hus i Allégatans norra ända. Han ritade vidare ett stort antal flerbostadshus på Hedvigsborg.

## Bildgalleri

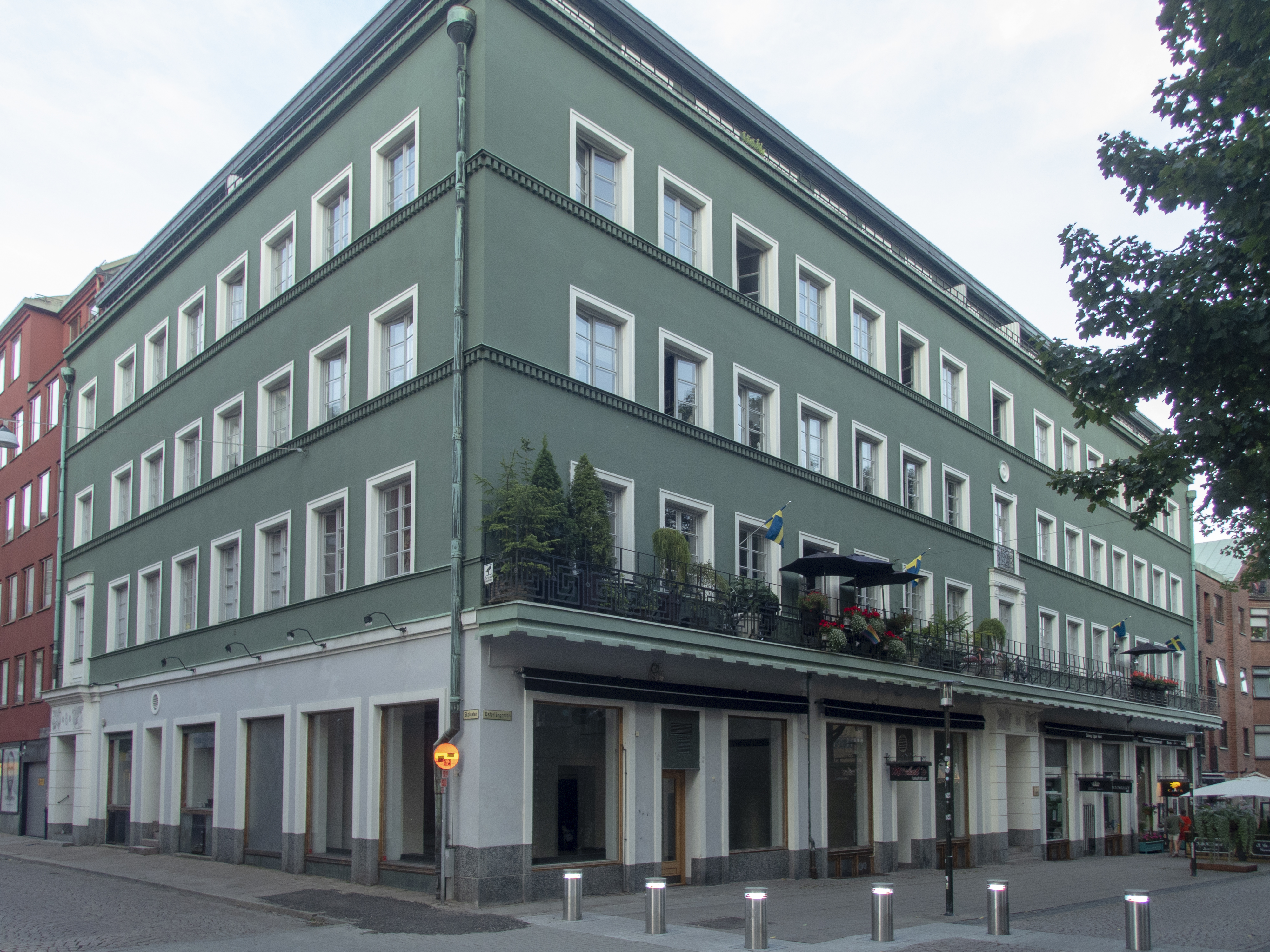
Osta-Johnsons hus, Österlånggatan 21
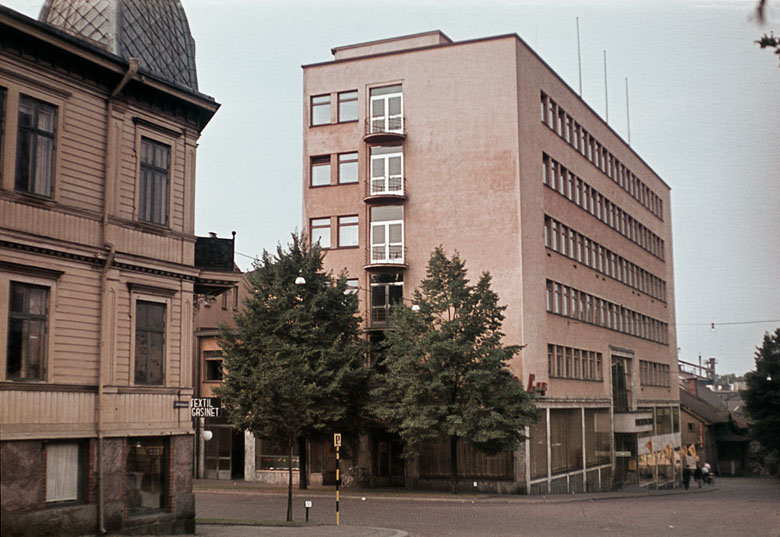
Folkets hus, Borås